# Acanthodactylus grandis
Acanthodactylus grandis es una especie de lagarto del género Acanthodactylus, familia Lacertidae, orden Squamata. Su masa corporal es de aproximadamente 28,7 g.

## Distribución
Se distribuye por Asia: Líbano, Siria, Jordania, Irak, Arabia Saudita e Irán.

## Taxonomía
Fue descrita por Boulenger en 1909.
Tratamiento taxonómico
La especie aparece registrada y publicada en Description of a new lizard of the genus Acanthodactylus from Syria. Ann. Mag. nat. Hist. (8) 4: 188-189.